# Chaenactideae
Chaenactideae B.G.Baldwin, 2002 è una tribù di piante spermatofite dicotiledoni appartenenti alla famiglia delle Asteraceae (sottofamiglia Asteroideae) comprendente solo 3 generi, diffusi nel Nuovo Mondo.

## Etimologia
Il nome della tribù deriva dal suo genere Chaenactis DC., 1836 la cui etimologia a sua volta deriva da due parole greche: "chaino" ( = a bocca aperta) e "aktis" (= un raggio) alludendo ai fiori esterni del capolino che sono ingranditi a forma di bocca spalancata.
Il nome scientifico della tribù è stato definito per la prima volta dal botanico contemporaneo Bruce Gregg Baldwin (1957-) nella pubblicazione "Systematic Botany; Quarterly Journal of the American Society of Plant Taxonomists - 27(1): 192 (2002)." del 2002.

## Descrizione
Le piante di questa tribù hanno un habitus erbaceo con un ciclo biologico annuale (spesso effimero) o perenne. Sono piante senza lattice.
Le foglie lungo il caule sono disposte in modo alternato. Qualche volta sub-opposte o anche opposte. In alcune specie le foglie inferiori formano una rosetta basale. Le foglie possono essere sessili o picciolate. La lamina è intera o da trilobata a 1-3- pennata a forma da ovale a ob-ovata. La superficie è variamente pubescente.
Le infiorescenze si compongono di capolini terminali a forma discoide di piccole e medie dimensioni. I capolini possono essere sub- scaposi, solitari o raggruppati in lassi corimbi o cime panicolate. I capolini, come in tutte le Asteraceae, sono formati da un involucro composto da diverse squame (o brattee) al cui interno un ricettacolo fa da base ai fiori (quelli periferici del raggio e quelli interni del disco). L'involucro ha una forma cilindrica più o meno campanulata o anche sub-emisferica. Le brattee disposte su 1 -2 serie sono prive di margini ialini. Il ricettacolo è nudo (raramente è provvisto in modo parziale di pagliette a protezione della base dei fiori), liscio e piatto o convesso.
I fiori sono tetra-ciclici (ossia sono presenti 4 verticilli: calice – corolla – androceo – gineceo) e pentameri (ogni verticillo ha in genere 5 elementi). I fiori del raggio, femminili e fertili, oppure sterili o raramente neutri, sono di tipo ligulato; i fiori del disco, ermafroditi oppure funzionalmente maschili, sono a forma tubulosa.
Formula fiorale: per queste piante viene indicata la seguente formula fiorale:
* K 0/5, C (5), A (5), G (2), infero, achenio
Calice: i sepali del calice sono ridotti ad una coroncina di squame.
Corolla: le corolle dei fiori periferici a volte sono zigomorfe, colorate dal bianco al rosso o giallo con 5 lobi di dimensioni uguali o diseguali secondo la specie. In alcuni casi le corolle dei fiori periferici sono più ampie di quelle interne. Le corolle in genere possono essere sparsamente (o moderatamente) pubescenti per tricomi ghiandolari stipitati corti o lunghi. La faccia adassiale a volte è densamente papillosa.
Androceo: l'androceo è formato da 5 stami con filamenti liberi e antere saldate in un manicotto circondante lo stilo. L'appendice apicale delle antere è da rotonda a ovata. Le teche non sono annerite (ma colorate di bianco, bianco-rosa, raramente giallo o purpureo-rosato), non sono calcarate (sono cioè prive di speroni) e sono prive di coda; possono essere provviste di tricomi ghiandolari sulle facce abassiali; l'endotecio delle celle mediane si presenta con ispessimenti polari. Il polline a forma sferica è echinato (cosparso di punte).
Gineceo: il gineceo ha un ovario uniloculare infero formato da due carpelli. Lo stilo è snello, con apici (stigmi) comunemente strettamente rastremati (ma anche ottusi o arrotondati) e provvisti di peli corti. Sono glabri o pelosi al di sotto della biforcazione degli stigmi. A maturità i due bracci dello stile (gli stigmi) s'incurvano alquanto. Gli stigmi sono provvisti di linee stigmatiche marginali che raramente riuniscono in corrispondenza dell'estremità distale del braccio dello stigma.
I frutti sono degli acheni con pappo. La forma è cilindrica o affusolata. La parete dell'achenio è striata con all'interno strati di fitomelanina. La superficie è glabra o pubescente ma priva di tricomi ghiandolari. Il pappo è formato da 5 – 10 setole o scaglie obovate (raramente bilobate), generalmente non connate alla base e prive di coste mediane. A volte sono unitamente decidue.

## Biologia
Impollinazione: l'impollinazione avviene tramite insetti (impollinazione entomogama) o eventualmente ad opera del vento (impollinazione anemogama). 
Riproduzione: la fecondazione avviene fondamentalmente tramite l'impollinazione dei fiori (vedi sopra).
Dispersione: i semi cadendo a terra (dopo essere stati trasportati per alcuni metri dal vento per merito del pappo – disseminazione anemocora) sono successivamente dispersi soprattutto da insetti tipo formiche (disseminazione mirmecoria).

## Distribuzione e habitat
La maggior parte delle specie di questa tribù (genere Chaenactis) crescono in zone aride dei climi di tipo alpino e mediterraneo; di solito in ambienti aperti (sabbia sciolta, ghiaioni, substrati argillosi e aree disturbate). La distribuzione circoscritta tra gli USA e il Messico.

## Tassonomia
La famiglia di appartenenza della tribù (Asteraceae o Compositae, nomen conservandum) è la più numerosa del mondo vegetale e comprende oltre 23000 specie  distribuite su 1535 generi (22750 specie e 1530 generi secondo altre fonti). La sottofamiglia Asteroideae è una delle 12 sottofamiglie nella quale è stata suddivisa la famiglia Asteraceae, mentre Chaenactideae è una delle 21 tribù della sottofamiglia.

### Filogenesi

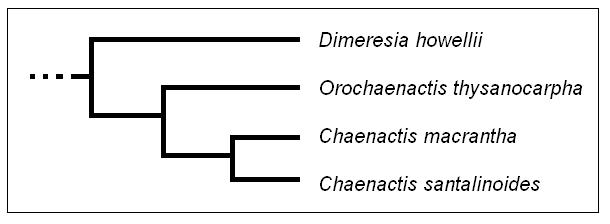
Cladogramma della tribù

Nella sua classificazione del 1981, Harold Ernest Robinson inquadrava i generi Chaenactis e Orochaenactis nel raggruppamento delle Chaenactidinae, considerate sottotribù delle Heliantheae, mentre il genere Dimeresia, in precedenza attribuito alle Inuleae o alle Senecioneae, veniva inserito in un raggruppamento a sé stante (Dimeresiinae).

Più recentemente, studi filogenetici hanno evidenziato affinità tra i 3 generi giustificando la loro inclusione in una tribù a sé stante, per l'appunto le Chaenactideae, considerato “gruppo fratello” delle Bahieae.

Attualmente l'inquadramento della tribù nell'ambito della famiglia delle Asteraceae è nel “Asteroideae clade”. Un gruppo di tribù appartenenti alla sottofamiglia Asteroideae con i seguenti caratteri:
- stigmi con due linee stigmatiche interne;
- antere non calcarate (senza speroni);
- polline regolarmente echinato, ossia con spine più o meno spaziate regolarmente;
- i fiori del disco sono a forma attinomorfa con i lobi della corolla lunghi quanto larghi;
- quando nei capolini sono presenti entrambi i tipi di fiori (del raggio e del disco), allora le corolle ligulate si presentano con tre denti;
- disposizione alterna delle foglie lungo il fusto (a parte il gruppo Heliantheae sensu stricto);
- numero cromosomico di base: 2n = 18, 20 o 38 (“Heliantheae Alliance” – vedi sotto)

All'interno di questo clade la tribù Chaenactideae è ulteriormente inserita nel gruppo chiamato “Heliantheae Alliance” i cui caratteri distintivi sono:
- la disposizione delle brattee (o squame) dell'involucro di solito è su 1 – 3 serie;
- le teche delle antere sono spesso annerite e non sono calcarate (sono prive di speroni) e inoltre sono prive di code;
- stilo con ciuffo di peli appena sotto la divisione degli stigmi;
- appendici dello stilo (stigmi) di solito più brevi delle zone stigmatiche;
- acheni provvisti di strati di fitomelanina;

In particolare le Chaenactideae assieme a Bahieae, Heliantheae sensu stricto, Tageteae, Coreopsideae, Madieae, Millerieae, Neurolaeneae, Perityleae, Polymnieae, Feddeae ed Eupatorieae formano il clade Phytomelanic cipsela, caratterizzato dalla presenza nella cipsela di uno strato di fitomelanina.

I rapporti filogenetici tra le varie tribù di tale raggruppamento sono illustrati dal seguente cladogramma:
|  | \| \| Bahieae \| \| \| \| \| \| Chaenactideae \| \| \| \| |
|  |                                                           |
|  | Tageteae                                                  |
|  |                                                           |
|  | Bahieae                                                   |
|  |                                                           |
|  | Chaenactideae                                             |
|  |                                                           |

|  | Bahieae       |
|  |               |
|  | Chaenactideae |
|  |               |

|  | \| \| Bahieae \| \| \| \| \| \| Chaenactideae \| \| \| \| |
|  |                                                           |
|  | Tageteae                                                  |
|  |                                                           |
|  | Bahieae                                                   |
|  |                                                           |
|  | Chaenactideae                                             |
|  |                                                           |

|  | Bahieae       |
|  |               |
|  | Chaenactideae |
|  |               |

|  | Madieae                                                    |
|  |                                                            |
|  | \| \| Perityleae \| \| \| \| \| \| Eupatorieae \| \| \| \| |
|  |                                                            |
|  | Perityleae                                                 |
|  |                                                            |
|  | Eupatorieae                                                |
|  |                                                            |

|  | Perityleae  |
|  |             |
|  | Eupatorieae |
|  |             |

|  | Madieae                                                    |
|  |                                                            |
|  | \| \| Perityleae \| \| \| \| \| \| Eupatorieae \| \| \| \| |
|  |                                                            |
|  | Perityleae                                                 |
|  |                                                            |
|  | Eupatorieae                                                |
|  |                                                            |

|  | Perityleae  |
|  |             |
|  | Eupatorieae |
|  |             |

|  | Madieae                                                    |
|  |                                                            |
|  | \| \| Perityleae \| \| \| \| \| \| Eupatorieae \| \| \| \| |
|  |                                                            |
|  | Perityleae                                                 |
|  |                                                            |
|  | Eupatorieae                                                |
|  |                                                            |

|  | Perityleae  |
|  |             |
|  | Eupatorieae |
|  |             |

|  | Madieae                                                    |
|  |                                                            |
|  | \| \| Perityleae \| \| \| \| \| \| Eupatorieae \| \| \| \| |
|  |                                                            |
|  | Perityleae                                                 |
|  |                                                            |
|  | Eupatorieae                                                |
|  |                                                            |

|  | Perityleae  |
|  |             |
|  | Eupatorieae |
|  |             |

|  | \| \| Bahieae \| \| \| \| \| \| Chaenactideae \| \| \| \| |
|  |                                                           |
|  | Tageteae                                                  |
|  |                                                           |
|  | Bahieae                                                   |
|  |                                                           |
|  | Chaenactideae                                             |
|  |                                                           |

|  | Bahieae       |
|  |               |
|  | Chaenactideae |
|  |               |

|  | \| \| Bahieae \| \| \| \| \| \| Chaenactideae \| \| \| \| |
|  |                                                           |
|  | Tageteae                                                  |
|  |                                                           |
|  | Bahieae                                                   |
|  |                                                           |
|  | Chaenactideae                                             |
|  |                                                           |

|  | Bahieae       |
|  |               |
|  | Chaenactideae |
|  |               |

|  | Madieae                                                    |
|  |                                                            |
|  | \| \| Perityleae \| \| \| \| \| \| Eupatorieae \| \| \| \| |
|  |                                                            |
|  | Perityleae                                                 |
|  |                                                            |
|  | Eupatorieae                                                |
|  |                                                            |

|  | Perityleae  |
|  |             |
|  | Eupatorieae |
|  |             |

|  | Madieae                                                    |
|  |                                                            |
|  | \| \| Perityleae \| \| \| \| \| \| Eupatorieae \| \| \| \| |
|  |                                                            |
|  | Perityleae                                                 |
|  |                                                            |
|  | Eupatorieae                                                |
|  |                                                            |

|  | Perityleae  |
|  |             |
|  | Eupatorieae |
|  |             |

|  | Madieae                                                    |
|  |                                                            |
|  | \| \| Perityleae \| \| \| \| \| \| Eupatorieae \| \| \| \| |
|  |                                                            |
|  | Perityleae                                                 |
|  |                                                            |
|  | Eupatorieae                                                |
|  |                                                            |

|  | Perityleae  |
|  |             |
|  | Eupatorieae |
|  |             |

|  | Madieae                                                    |
|  |                                                            |
|  | \| \| Perityleae \| \| \| \| \| \| Eupatorieae \| \| \| \| |
|  |                                                            |
|  | Perityleae                                                 |
|  |                                                            |
|  | Eupatorieae                                                |
|  |                                                            |

|  | Perityleae  |
|  |             |
|  | Eupatorieae |
|  |             |

|  | \| \| Bahieae \| \| \| \| \| \| Chaenactideae \| \| \| \| |
|  |                                                           |
|  | Tageteae                                                  |
|  |                                                           |
|  | Bahieae                                                   |
|  |                                                           |
|  | Chaenactideae                                             |
|  |                                                           |

|  | Bahieae       |
|  |               |
|  | Chaenactideae |
|  |               |

|  | \| \| Bahieae \| \| \| \| \| \| Chaenactideae \| \| \| \| |
|  |                                                           |
|  | Tageteae                                                  |
|  |                                                           |
|  | Bahieae                                                   |
|  |                                                           |
|  | Chaenactideae                                             |
|  |                                                           |

|  | Bahieae       |
|  |               |
|  | Chaenactideae |
|  |               |

|  | Madieae                                                    |
|  |                                                            |
|  | \| \| Perityleae \| \| \| \| \| \| Eupatorieae \| \| \| \| |
|  |                                                            |
|  | Perityleae                                                 |
|  |                                                            |
|  | Eupatorieae                                                |
|  |                                                            |

|  | Perityleae  |
|  |             |
|  | Eupatorieae |
|  |             |

|  | Madieae                                                    |
|  |                                                            |
|  | \| \| Perityleae \| \| \| \| \| \| Eupatorieae \| \| \| \| |
|  |                                                            |
|  | Perityleae                                                 |
|  |                                                            |
|  | Eupatorieae                                                |
|  |                                                            |

|  | Perityleae  |
|  |             |
|  | Eupatorieae |
|  |             |

|  | Madieae                                                    |
|  |                                                            |
|  | \| \| Perityleae \| \| \| \| \| \| Eupatorieae \| \| \| \| |
|  |                                                            |
|  | Perityleae                                                 |
|  |                                                            |
|  | Eupatorieae                                                |
|  |                                                            |

|  | Perityleae  |
|  |             |
|  | Eupatorieae |
|  |             |

|  | Madieae                                                    |
|  |                                                            |
|  | \| \| Perityleae \| \| \| \| \| \| Eupatorieae \| \| \| \| |
|  |                                                            |
|  | Perityleae                                                 |
|  |                                                            |
|  | Eupatorieae                                                |
|  |                                                            |

|  | Perityleae  |
|  |             |
|  | Eupatorieae |
|  |             |

|  | \| \| Bahieae \| \| \| \| \| \| Chaenactideae \| \| \| \| |
|  |                                                           |
|  | Tageteae                                                  |
|  |                                                           |
|  | Bahieae                                                   |
|  |                                                           |
|  | Chaenactideae                                             |
|  |                                                           |

|  | Bahieae       |
|  |               |
|  | Chaenactideae |
|  |               |

|  | \| \| Bahieae \| \| \| \| \| \| Chaenactideae \| \| \| \| |
|  |                                                           |
|  | Tageteae                                                  |
|  |                                                           |
|  | Bahieae                                                   |
|  |                                                           |
|  | Chaenactideae                                             |
|  |                                                           |

|  | Bahieae       |
|  |               |
|  | Chaenactideae |
|  |               |

|  | Madieae                                                    |
|  |                                                            |
|  | \| \| Perityleae \| \| \| \| \| \| Eupatorieae \| \| \| \| |
|  |                                                            |
|  | Perityleae                                                 |
|  |                                                            |
|  | Eupatorieae                                                |
|  |                                                            |

|  | Perityleae  |
|  |             |
|  | Eupatorieae |
|  |             |

|  | Madieae                                                    |
|  |                                                            |
|  | \| \| Perityleae \| \| \| \| \| \| Eupatorieae \| \| \| \| |
|  |                                                            |
|  | Perityleae                                                 |
|  |                                                            |
|  | Eupatorieae                                                |
|  |                                                            |

|  | Perityleae  |
|  |             |
|  | Eupatorieae |
|  |             |

|  | Madieae                                                    |
|  |                                                            |
|  | \| \| Perityleae \| \| \| \| \| \| Eupatorieae \| \| \| \| |
|  |                                                            |
|  | Perityleae                                                 |
|  |                                                            |
|  | Eupatorieae                                                |
|  |                                                            |

|  | Perityleae  |
|  |             |
|  | Eupatorieae |
|  |             |

|  | Madieae                                                    |
|  |                                                            |
|  | \| \| Perityleae \| \| \| \| \| \| Eupatorieae \| \| \| \| |
|  |                                                            |
|  | Perityleae                                                 |
|  |                                                            |
|  | Eupatorieae                                                |
|  |                                                            |

|  | Perityleae  |
|  |             |
|  | Eupatorieae |
|  |             |

I caratteri diagnostici per questa tribù sono i seguenti:
- la disposizione alternata delle foglie, spesso lobate;
- i capolini a forma discoide;
- i ricettacoli privi di pagliette;
- le antere rossastre o pallide (non annerite) e più o meno affusolate (non appiattite);
- i frutti acheni striati con strati di fitomelanina;
- le scaglie del pappo prive di coste e non connate e a volte unitamente decidue.

Dagli ultimi studi filogenetici la tribù si presenta monofiletica. Al suo interno il genere Dimeresia risulta “gruppo fratello” del resto del gruppo; a loro volta i due genere Orochaenactis e Chaenactis sono “gruppo fratello” uno dell'altro. Il cladogramma a lato tratto dallo studio citato descrive graficamente la struttura filogenetica della tribù.

### Elenco dei generi
La tribù comprende 3 generi e 21 specie (di seguito sono indicati i caratteri più specifici e distintivi dei vari generi e relativa distribuzione):
- Chaenactis DC., 1836: i capolini sono composti da più di due fiori; gli acheni sono privi di pappo, o se è presente è persistente e con elementi liberi. Il numero cromosomico è: 2n= 10, 12, 14 e 16. In questo genere sono per il momento assegnate 27 specie la cui distribuzione è relativa agli USA occidentali e Messico del nord-ovest.
- Dimeresia A.Gray, 1886: i capolini sono provvisti di uno o due fiori. Il numero cromosomico è: 2n= 14. È un genere monotipo, una sola specie: D. howellii A.Gray,  la cui distribuzione è relativa agli USA occidentali.
- Orochaenactis Coville, 1893: i capolini sono composti da più di due fiori; le squame del pappo sono obovate o panduriformi (con profonde insenature laterali come una chitarra) fuse alla base e collettivamente decidue. Il numero cromosomico è: 2n= 18. È un genere monotipo, una sola specie: O. thysanocarpha Coville la cui distribuzione è relativa agli USA occidentali.

## Alcune specie

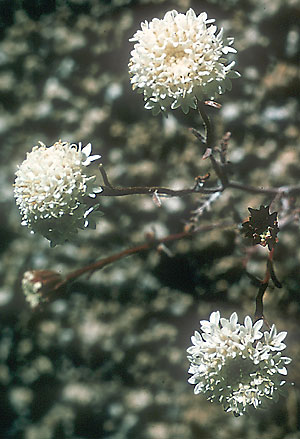
Chaenactis xantiana
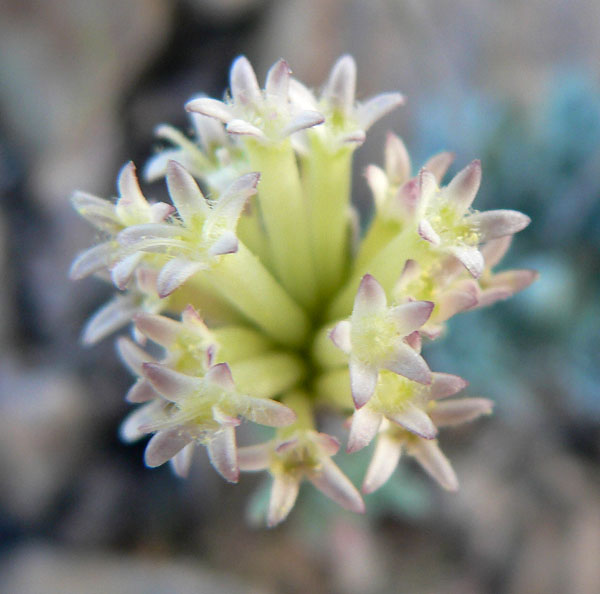
Chaenactis macrantha
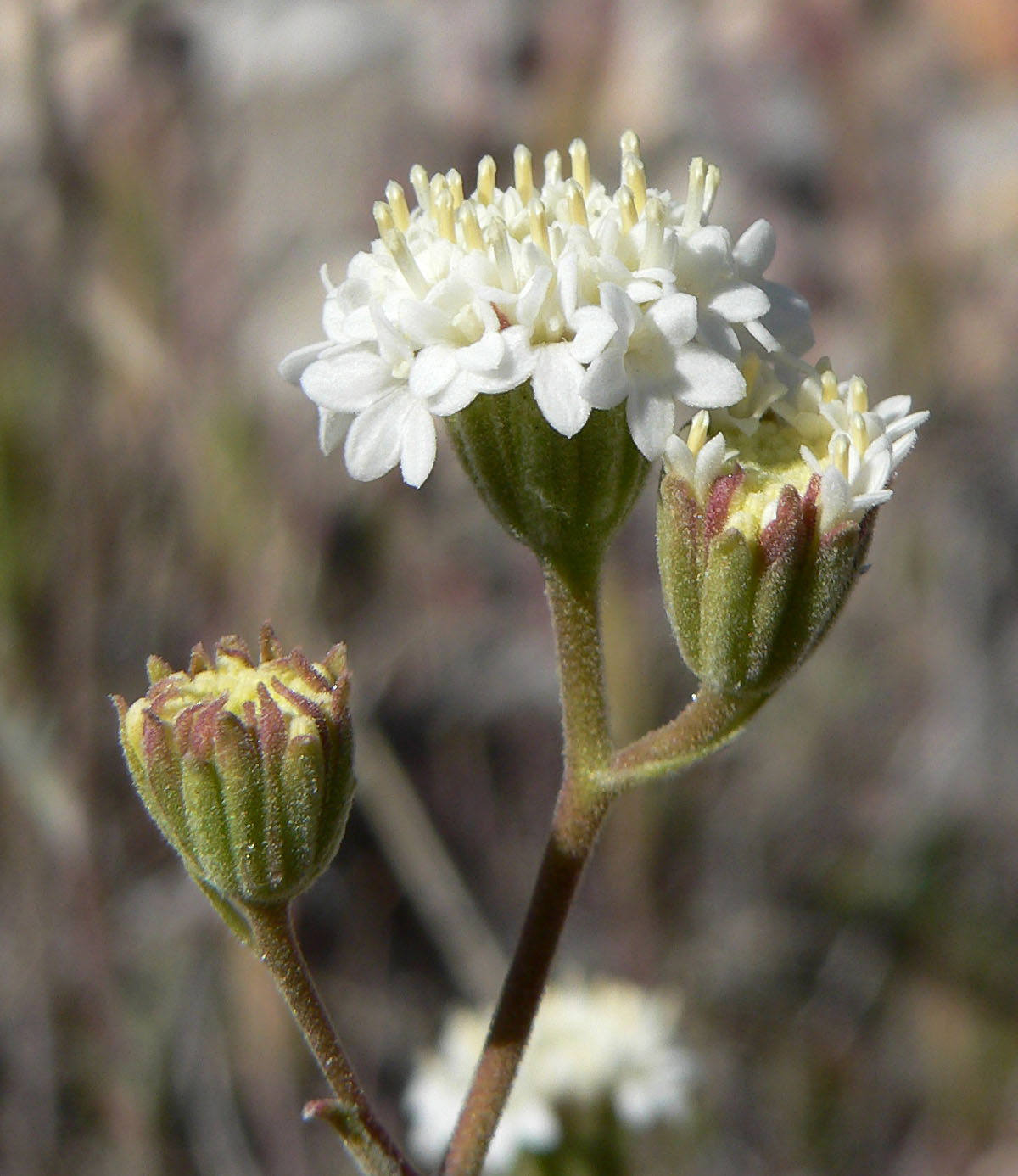
Chaenactis stevioides
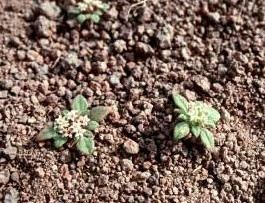
Dimeresia howellii